# 6 Szkolny Pułk Moździerzy
6 szkolny pułk moździerzy (6 szkol. pm) – szkolny oddział artylerii Wojska Polskiego.

## Formowanie i zmiany organizacyjne
W kwietniu 1945 Naczelny Dowódca WP polecił szefowi Mobilizacji i Uzupełnień WP sformować, w terminie do 15 maja tego roku 1 Szkolną Dywizję Piechoty. Głównym zadaniem dywizji miało być szkolenie podoficerów dla wszystkich jednostek piechoty WP. Jednym z oddziałów dywizji był 6 szkolny pułk moździerzy.
Jednostkę sformowano na podstawie etatu nr A-4/2 298, zgodnie z którym pułk miał liczyć 1068 ludzi, zorganizowanych w:
- dywizjon moździerzy 120 mm,
- 2 bataliony moździerzy 82 mm
- dywizjon dział 45–50 mm

W związku z pogorszeniem stanu bezpieczeństwa wiosną i latem 1945 w województwie białostockim władze państwowe podjęły decyzję o skierowaniu na ten teren dużej jednostki wojskowej.
W tym celu, w dniu 1 września 1945, ND WP wydał rozkaz nr 0228/Org., w którym polecił do dnia 15 września tego roku rozformować 1 Szkolną Dywizję Piechoty i na jej bazie zorganizować do 1 października 1945 18 Dywizję Piechoty. Tym samym 6 szkolny pułk moździerzy po niespełna sześciomiesięcznym okresie funkcjonowania został rozformowany.